# Harce

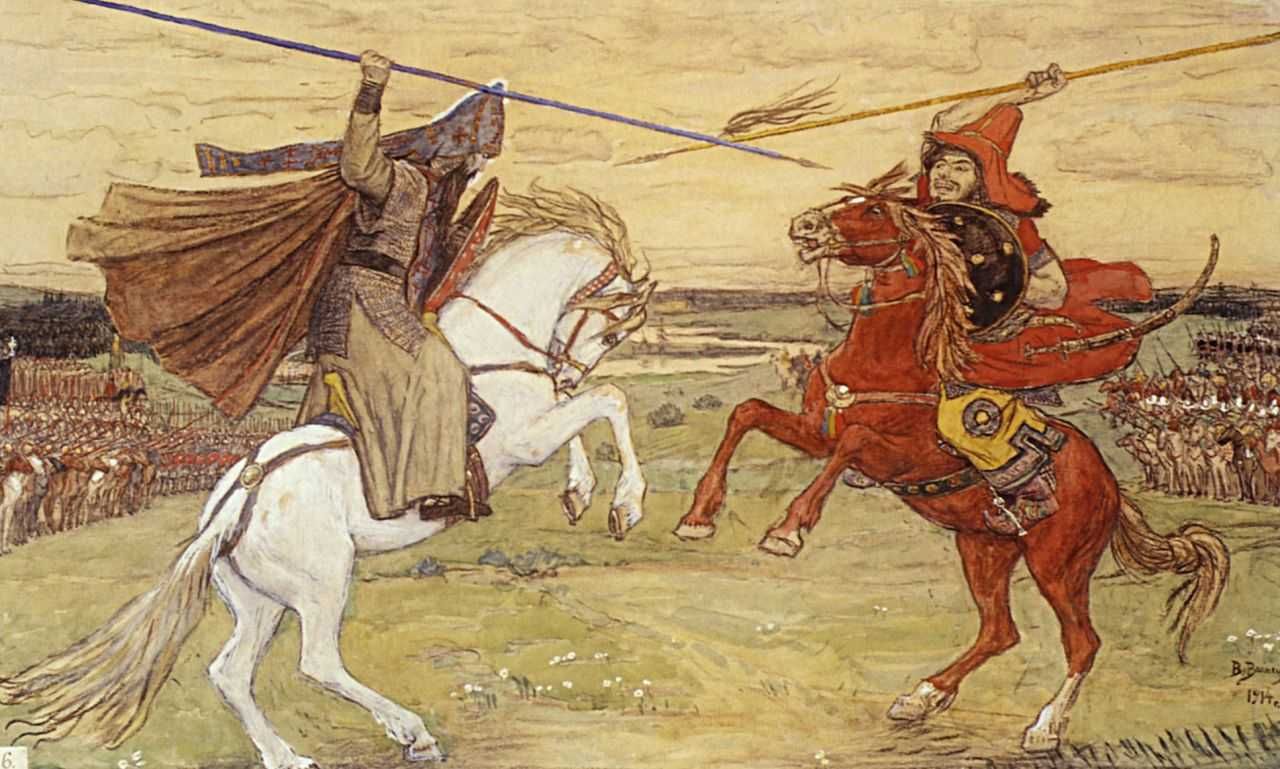
Pojedynek tatarskiego harcownika Czełubeja z Aleksandrem Pierieswietem przed bitwą na Kulikowym Polu w 1380. Krótkie starcie zakończyło się śmiercią obydwu uczestników pojedynku

Harce (węg. harc – „walka, zmaganie”) – obyczaj znany od czasów starożytnych polegający na odbywaniu pojedynków przed rozpoczęciem bitwy. Harcownikami (harcerzami) bywali zazwyczaj rycerze, chcący w ten sposób uzyskać wojenną sławę.
W Polsce obyczaj ten dokumentuje Jan Długosz przy opisie bitwy pod Grunwaldem w 1410. Zygmunt Gloger opisuje harce między innymi przed bitwą pod Koronowem w 1410 (Jan Scycicki), pod Orszą (Jan Tarnowski), pod Gdańskiem (Stanisław Diabeł Stadnicki), pod Cecorą (Kacper Lipski).
Wyjazd na harc odbywał się za zgodą lub rozkazem wodza. Przepasani przez piersi, na ukos, czerwonymi nałęczami (ręcznikami), harcownicy w kilkadziesiąt koni potrafili dotrzeć w środek obozu wroga, czyniąc zamęt.
Wśród dworzan wojskowych u królów polskich Gloger opisuje oddzielny zastęp rycerzy konnych, zwanych harcerzami. Na dworze Stefana Batorego wymienieni są w roku 1585 harcerze Szwaracki i Goreczkowski. Na dworze Zygmunta III Wazy w roku 1590 wymienionych jest 35 harcowników: Żółtowski, Łopacki, Chomentowski, Stocki, Ćwikliński, Dankowski, Skrzetuski, Płoński, Lubowiecki, Suchczycki, Dobrzechowski, Kruszyński, Kossakowski, Gojski, Czarnowski, Sieczyński, Trzeszkowski, Żelazo, Mierzewski, Wojnowski, Poradowski, Grabowski, Drożyński, Braniecki, Gojski, Olbierzowski, Lenczewski, Kłopocki, Berdowski, Rzuchowski, Wyszyński, Pobiedziński, Mierzejowski, Dmochowski i Bohumatka. Każdy z nich miał dwa wierzchowce, pobierał rocznych zasług ówczesnych 120 złotych (dukatów) i na wyżywienie tygodniowo 1 złoty i 20 groszy (srebrnych). Dodatkowo każdy miał sługę, który dostawał 12 łokci sukna. Przełożonym harcerzy był wówczas Jerzy Kretkowski,  będący także przełożonym innych dworzan. Ten miał 6 koni i pobierał rocznej pensji ówczesnych 400 złotych.
Z czasem określenie harce nabrało nowego znaczenia jako określenie wszelkiego rodzaju popisów.